# Réussir
Réussir Agra est un groupe d'information professionnelle spécialisé dans les secteurs de l'agriculture et de l'alimentation. Son siège social est basé à Caen (Calvados). 
Les médias Réussir couvrent les différentes filières agricoles (grandes cultures, cultures spécialisées, élevage bovin, ovin, porcin...).
Agra est un agence d'information pour les décideurs des filières agricoles et agroalimentaires.

## Historique
Le groupe de presse Réussir est créé en 1986, à l'initiative du journal Agriculteur normand sous la forme d'une société anonyme dans l'objectif est de mutualiser certains services pour rechercher une économie d'échelle. Le groupe fédère au départ une quinzaine d'hebdomadaires agricoles départementaux ayant comme actionnaire principal les fédérations locales du syndicalisme majoritaire, la FNSEA. Rejoignent progressivement d'autres titres départementaux : en 1997, ils sont au nombre de 36.   
Le groupe lance des revues mensuelles spécialisées par filière, ayant un caractère technique. Au départ, les titres dédiés au lait et aux grandes cultures sont lancés. La diversification se fait ensuite avec le lancement de titre pour la vigne, les fruits et légumes, les bovins viande, le porc et l'aviculture.   
En 2010, le groupe est doté d'un catalogue de quarante titres hebdomadaires, de onze magazines mensuels et d'un bimensuel national. Il a près de 75 collaborateurs et enregistre un revenu de 16 millions d'euros.  
En 2011, dans l'objectif de se renforcer dans la presse spécialisée, le groupe devient actionnaire à 52,5% du groupe ABC (Agro Business Communications), propriété de titres dans l'aval de la filière agricole et l'agroalimentaire comme les lettres d'information (Agra Presse, Agra Europe, Agra Fil, Agra Alimentation, Agra Valor, VSB) et de journaux et magazines (Les Marchés, La Dépêche - Le Petit Meunier, Fruits et Légumes Distribution, Valeurs boulangères, Viande magazine).

## Organisation
Le groupe Réussir est une société anonyme à directoire et conseil de surveillance. Le président du conseil de surveillance est, depuis 2015, Henri Bies-Péré, qui est également le deuxième vice-président de la Fédération nationale des syndicats d'exploitants agricoles (FNSEA).
Il est constitué d'une cinquantaine d'éditeurs associés, formés par les titres de presse agricole départementale couvrant près de 70 départements.
Selon Reporterre, la régie publicitaire Réussir « garantit une rente publicitaire aux journaux des FDSEA ».
Il édite une dizaine de revues mensuelles d'information professionnelle spécialisée : Réussir grandes cultures, Réussir lait, Réussir bovins viande, Réussir vigne, Réussir porcs, Réussir aviculture, Réussir pâtre, Réussir la chèvre, Réussir fruits et légumes, Réussir machinisme. 
Il lance un nouveau titre en 2019 sur l'agriculture biologique Réussir bio.